# 李仕臣
李仕臣（1937年—2001年），男，四川垫江人，中华人民共和国政治人物，曾任内蒙古自治区政协副主席，第八届全国政协委员。